# Granulation (orfèvrerie)
Pour les articles homonymes, voir Granulation.

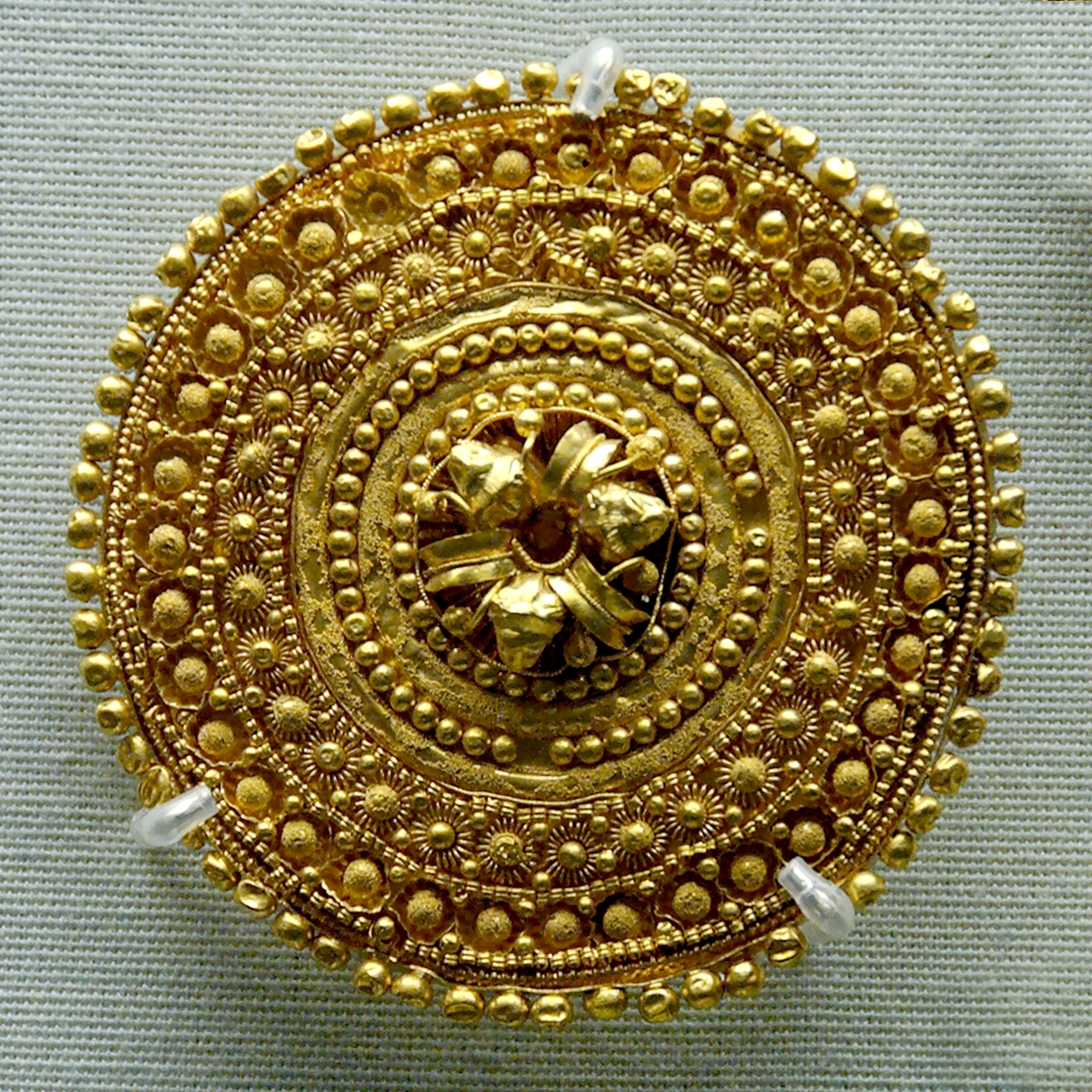
Bijou à granulation.

La technique de la granulation  chez les Étrusques consiste à déposer sur la surface à décorer des milliers de granules d'or minuscules pouvant atteindre jusqu'à deux dixièmes de millimètre de diamètre et de les fixer sur le bijou par une soudure sans en altérer la finesse.

## Histoire

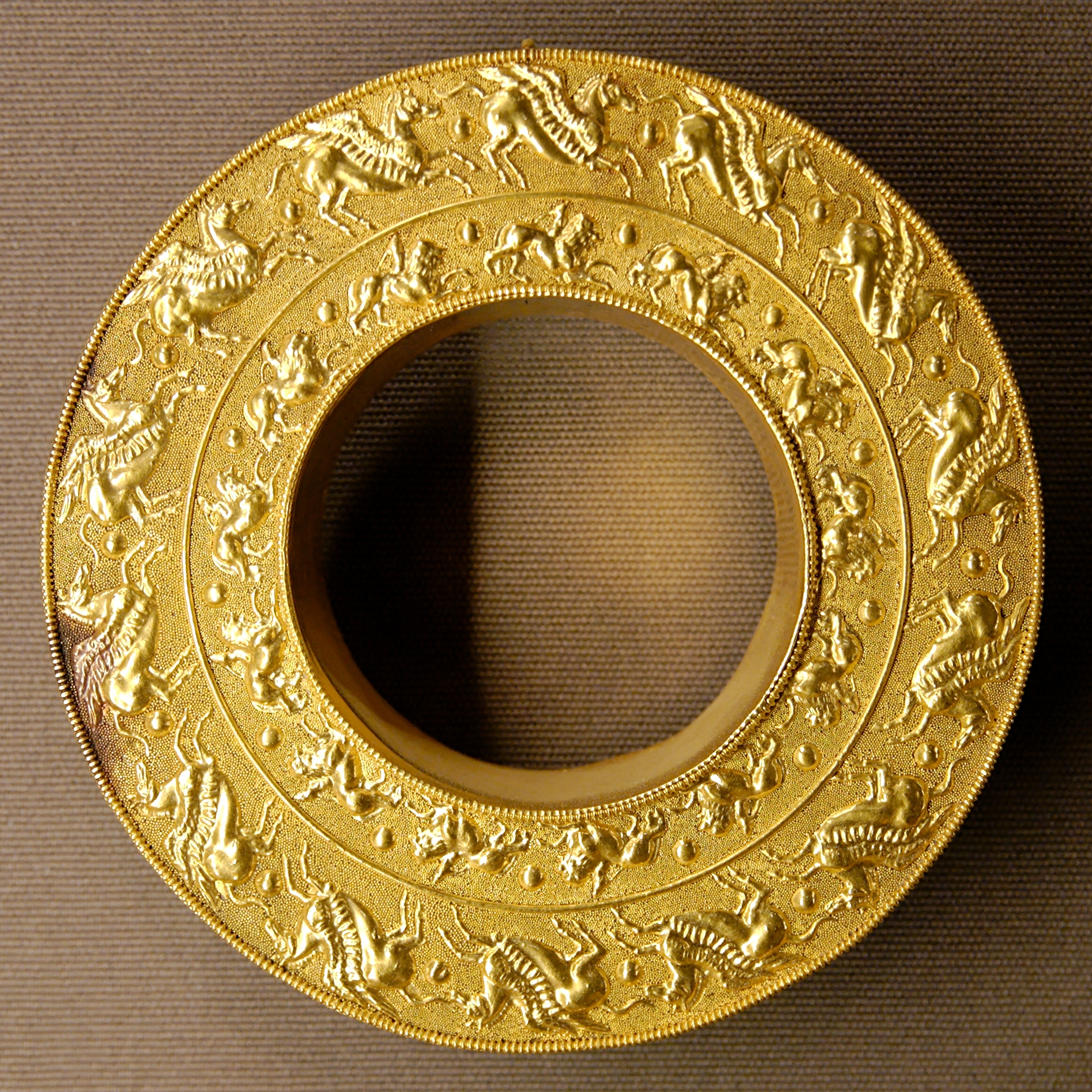
Rouelle aux Pégases et aux Chimères, musée du Louvre.

Cette technique qui est apparue en Étrurie dès le milieu du VIIIe siècle av. J.-C. (période orientalisante) a probablement été apprise ou perfectionnée au contact d'artisans originaires du Proche-Orient.
Elle a permis d'utiliser l'or, monnaie d'échange des fructueux échanges commerciaux, pour façonner les bijoux des sépultures princières. Cependant, il est faux de dire que la granulation est une invention étrusque, puisqu'on peut l'observer sur le trésor de Priam à Troie (2350-2100 av. J.-C) ou même en Égypte au début du IIe millénaire.
La crise qui suit la défaite navale des Étrusques à Cumes (474 av. J.-C.) voit diminuer, pendant la fin de la  période archaïque le placement d'objets de luxe dans le mobilier funéraire et les bijoux personnels deviennent moins nombreux.
Les périodes suivantes (classique et hellénistique) verront l'estampage remplacer la granulation.

## Technique

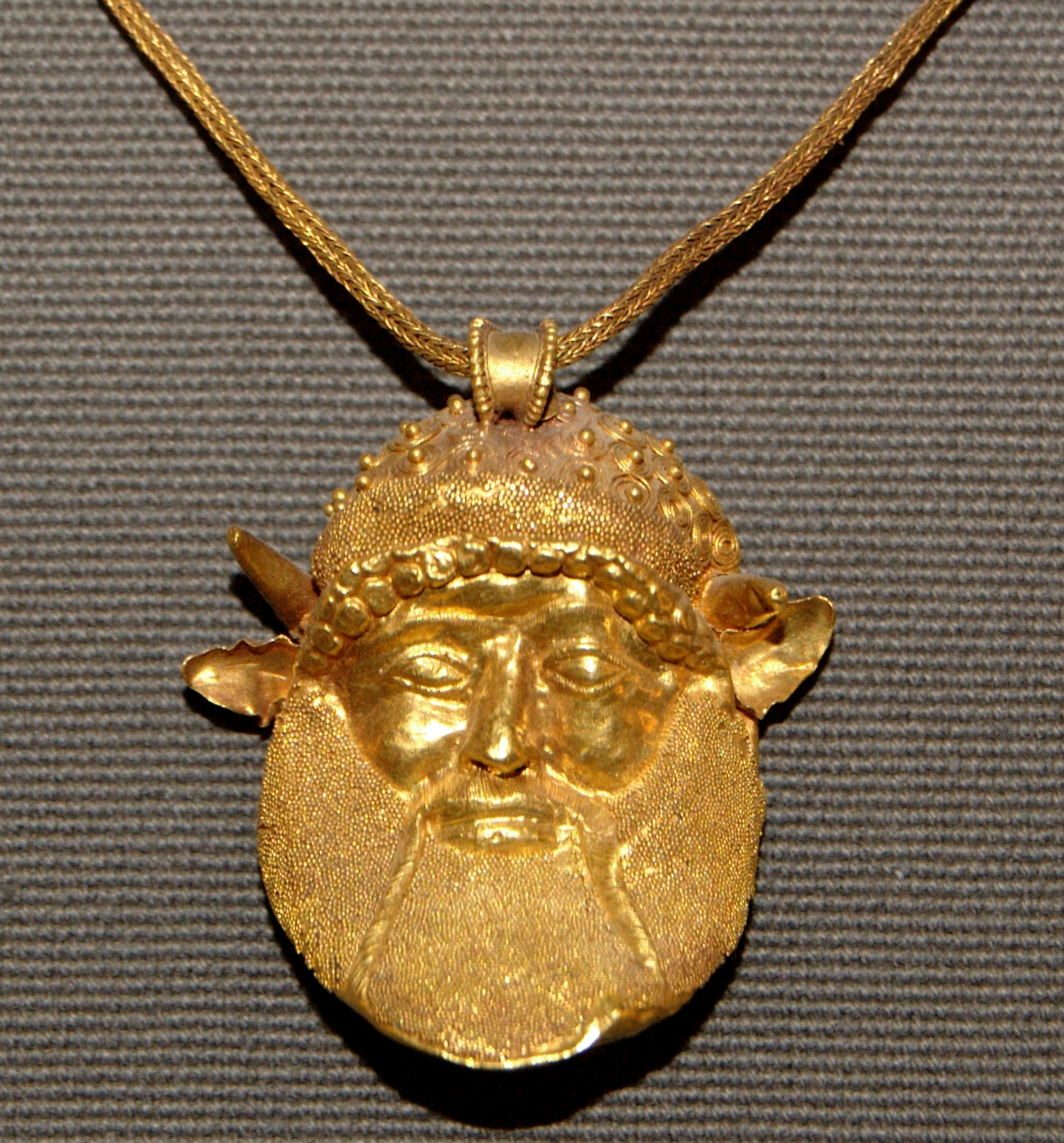
Pendentif à tête d'Achéloos.

Les plus riches parures combinent souvent les techniques de la granulation et celle du filigrane.
Avant le déclin de l'art étrusque (Ve siècle av. J.-C.), les émaux rehaussaient la couleur de l'or.

## Pièces majeures
- Rouelle aux Pégases et aux Chimères, musée du Louvre.
- Pendentif à tête d'Achéloos, diamètre 4 cm, provenant de Chiusi, collection Campana, musée du Louvre[3].
- Fibule à disque de Cerveteri, Tombe Regolini-Galassi.
- Fibule Corsini, Florence